# Cataulacus lobatus
Cataulacus lobatus é uma espécie de formiga do gênero Cataulacus, pertencente à subfamília Myrmicinae.